# Noguera
|  | Per a altres significats, vegeu «Noguera (desambiguació)». |

La Noguera, històricament anomenada Urgell Mitjà, és una comarca de Ponent que ocupa la part central de la Ribera del Segre. Amb capital a Balaguer, s'estén pels territoris de l'antic Comtat d'Urgell des de la Serra del Montsec fins a la Plana d'Urgell.
El riu Segre travessa la Noguera i n'esdevé l'element central i cohesionador. Al llarg del seu curs es troben les tres ciutats més poblades de la comarca, Balaguer, Artesa de Segre i Ponts, que són alhora els centres comercials, de serveis i nusos de comunicació més importants.
La base econòmica de la Noguera gira entorn de l'agricultura, la ramaderia i l'elaboració i transformació dels productes agropecuaris. El ric patrimoni històric i natural de la comarca ha fet que els darrers anys el turisme sigui un dels sectors econòmics amb més creixement.

## Geografia

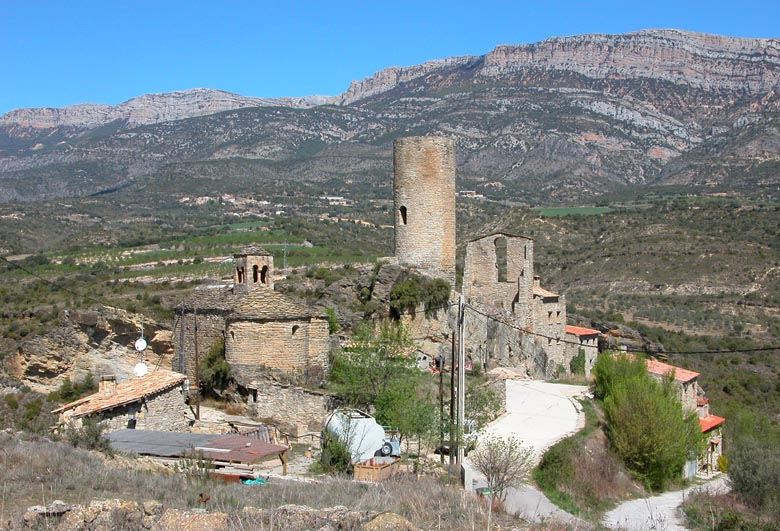
La Baronia de Sant Oïsme està situada al Montsec

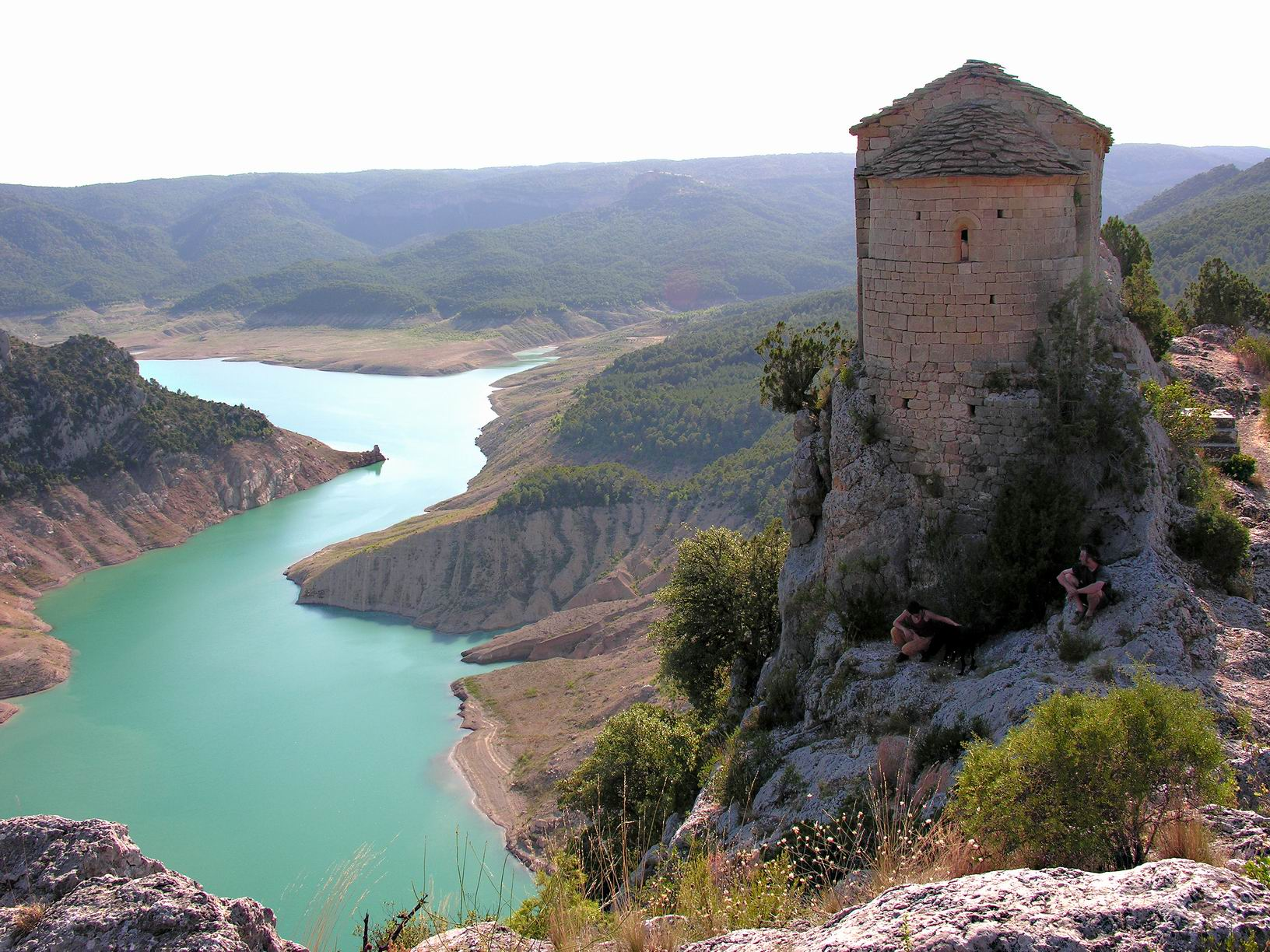
Ermita romànica de la Mare de Déu de la Pertusa, al nucli de Corçà (Àger)

La Noguera compta amb una superfície total de 1.784,06 quilòmetres quadrats, que la converteix en la comarca amb més extensió dels Països Catalans. Limita al nord amb el Pallars Jussà i l'Alt Urgell, a l'est amb el Solsonès, la Segarra i l'Urgell, al sud amb el Pla d'Urgell i el Segrià, i a l'oest amb la Llitera i la Baixa Ribagorça.
Els principals relleus de la Noguera els constitueix la Serra del Montsec, la muntanya més meridional del Prepirineu, que orientada en direcció est-oest separa la Conca de Tremp al nord i la Ribera del Segre al sud. Els pics més alts del Montsec són Sant Alís (1676) al Montsec d'Ares, i el Tossal de la Torreta (1676) i el Tossal de Mirapallars i Urgell (1668) al Montsec de Meià. A la zona del Montsec hi ha la Vall d'Àger i la Conca de Meià.
A mesura que es va cap al sud hi trobem serres marginals de relleus més moderats, constituint la zona dels Aspres del Montsec. Com passa amb els Aspres de l'Empordà o els Aspres del Rosselló, aquest topònim es refereix a la comarca natural que fa de transició entre la plana i la muntanya. La zona dels Aspres s'allarga cap al sud fins a la Serra Llarga, la Serra Blanca i la Serra de Montclar, i està formada pels municipis de les Avellanes, Os de Balaguer, Camarasa, Alòs de Balaguer, Foradada, Artesa de Segre i bona part del municipi de Cubells. Al sector més oriental de la comarca, la Baronia de Rialb, Ponts i Tiurana constitueixen un espai del Segre Mitjà conegut com a Segre-Rialb, al voltant de l'embassament de Rialb.

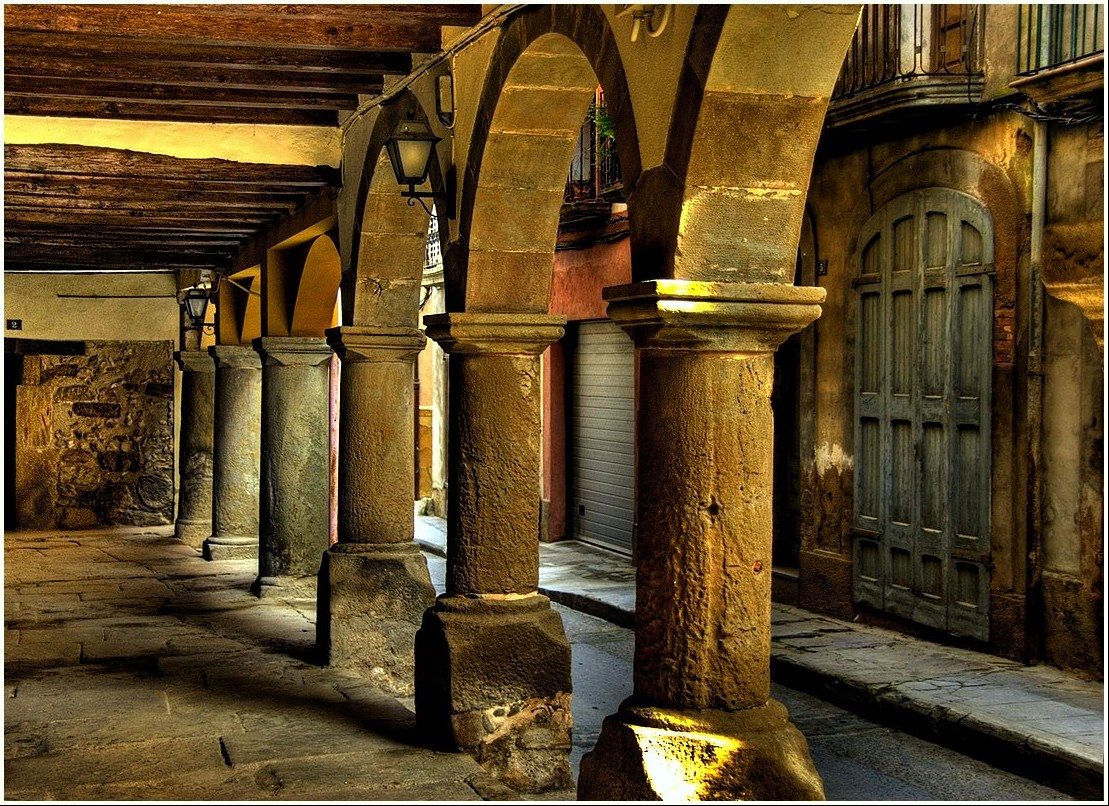
Porxos del Carrer Major de Ponts

Els dos principals rius que drenen fins al Segre pel marge esquerre són el Llobregós i el Sió. Són rius que neixen als altiplans de la Segarra i tenen la part baixa dins de la comarca de la Noguera. La Vall del Llobregós inclou els municipis de Vilanova de l'Aguda, Cabanabona, Oliola i parcialment el municipi de Ponts. El Baix Sió està format pels municipis de Preixens, Montgai i la Sentiu de Sió, a més d'una part del municipi de Balaguer.
El riu Segre divideix la part baixa de la comarca de la Noguera en dues grans planes. A llevant hi ha la Plana d'Urgell, regada pel Canal d'Urgell, que s'allarga fins a la Serra de Bellmunt i Almenara, i inclou els municipis de Bellcaire d'Urgell, Bellmunt d'Urgell, Térmens, Penelles, Vallfogona de Balaguer i una part de Balaguer. A Ponent la Serra Llarga, el riu Segre i el riu Noguera Ribagorçana dibuixen una comarca natural coneguda com els Plans d'Algerri-Balaguer, plana regada pel Canal Algerri Balaguer, i que inclou els municipis d'Albesa, Algerri, Castelló de Farfanya, Ivars de Noguera, Menàrguens, Torrelameu i part de Balaguer.
La vegetació més habitual de la zona és el pi blanc, el faig i el roure.
| Municipi                     | Habitants (2019) |
| ---------------------------- | ---------------- |
| Àger                         | 588              |
| Albesa                       | 1.556            |
| Algerri                      | 386              |
| Alòs de Balaguer             | 130              |
| Artesa de Segre              | 3.432            |
| Avellanes i Santa Linya, les | 449              |
| Balaguer                     | 17.162           |
| Baronia de Rialb, la         | 237              |
| Bellcaire d'Urgell           | 1.230            |
| Bellmunt d'Urgell            | 185              |
| Cabanabona                   | 75               |
| Camarasa                     | 817              |
| Castelló de Farfanya         | 536              |
| Cubells                      | 343              |
| Foradada                     | 186              |
| Ivars de Noguera             | 334              |
| Menàrguens                   | 806              |
| Montgai                      | 625              |
| Oliola                       | 197              |
| Os de Balaguer               | 994              |
| Penelles                     | 452              |
| Ponts                        | 2.601            |
| Preixens                     | 432              |
| Sentiu de Sió, la            | 406              |
| Térmens                      | 1.333            |
| Tiurana                      | 73               |
| Torrelameu                   | 743              |
| Vallfogona de Balaguer       | 1.876            |
| Vilanova de l'Aguda          | 197              |
| Vilanova de Meià             | 389              |

## Xarxa hidrogràfica

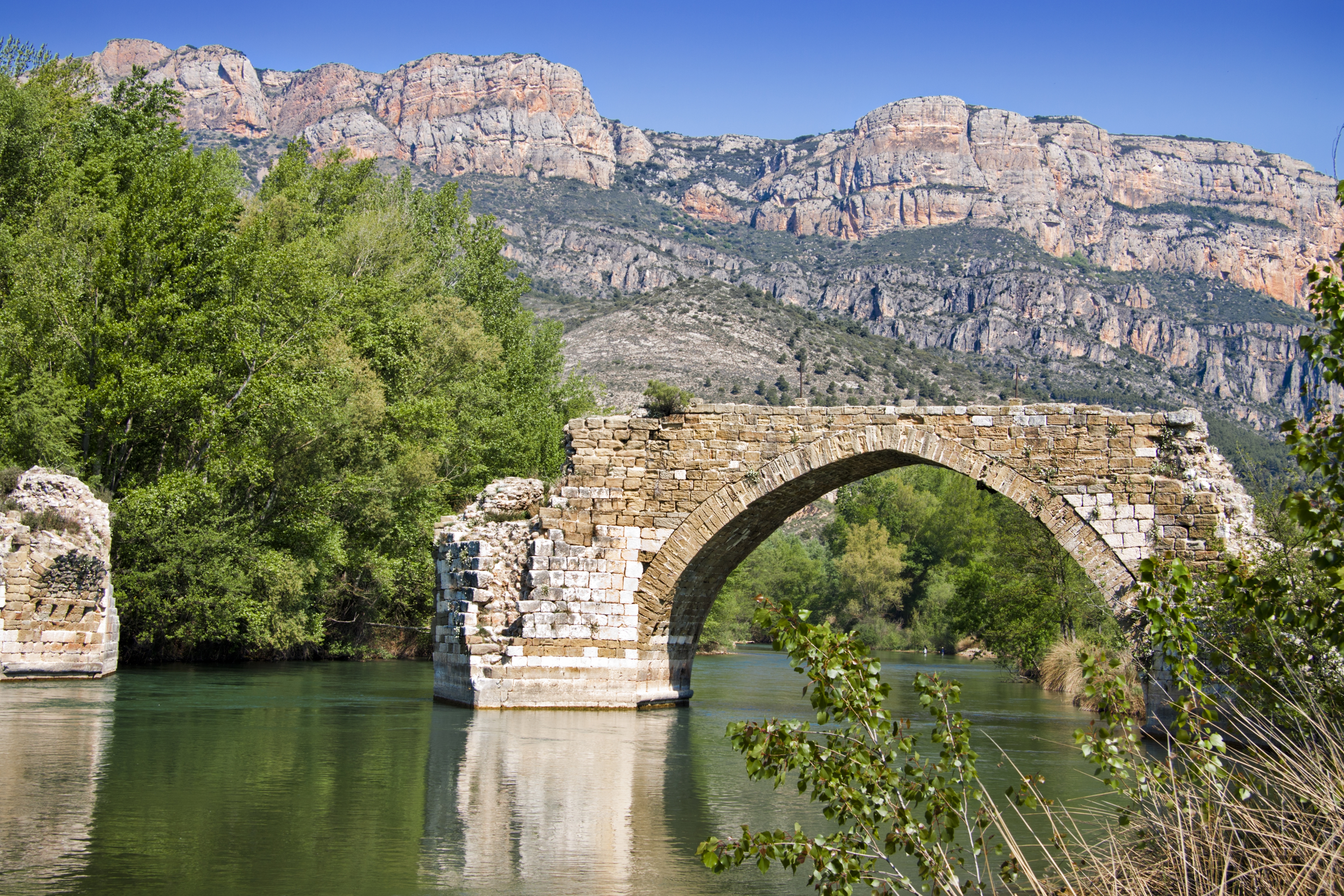
Antic pont medieval de Camarasa a la Ribera del Segre

La comarca és travessada de nord-est a sud-oest pel riu Segre. Els altres grans rius que passen per la comarca són la Noguera Pallaresa i la Noguera Ribagorçana. Com que aquests rius drenen en direcció nord-sud, tallen perpendicularment les serres del Prepirineu, formant estrets congostos. Així, el riu Noguera Ribagorçana forma el Congost de Mont-rebei, el Congost del Seguer, el Congost de Fet i el Congost de Millà. El riu Noguera Pallaresa forma el congost de Terradets, el Congost del Doll i el Congost de Santa Linya. Finalment el riu Segre forma el Congost de Salgar i el Congost de Mu. Tot plegat fa de la Noguera una comarca amb un fort atractiu natural.
Alguns cops s'han aprofitat aquests congostos per construir-hi embassaments. Actualment la comarca de la Noguera constitueix l'espai més gran d'aigües tranquil·les de Catalunya, amb els embassaments de Canelles i de Santa Anna al riu Noguera Ribagorçana, el pantà de Camarasa a la Noguera Pallaresa i els embassaments de Rialb i de Sant Llorenç de Montgai al Segre. Això ha configurat espais d'una rica i variada fauna i flora, com la que podem apreciar a la reserva natural de Sant Llorenç de Montgai o a l'aiguabarreig del Segre amb el Noguera Pallaresa.
Els altres rius de la comarca afluents del Segre són el riu Llobregós, el riu Boix, el riu Sió i el riu Farfanya.

## Climatologia

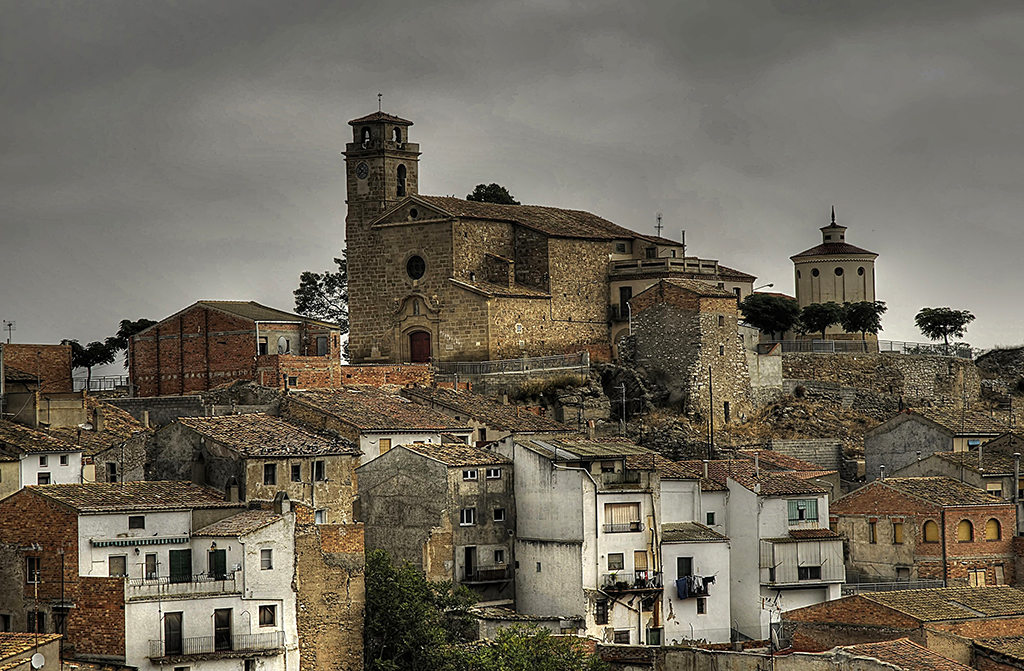
Panoràmica de La Sentiu de Sió

El clima de la Noguera és mediterrani continental sec, si bé, a l'àrea del Montsec és de tipus Prepirinenc. La precipitació mitjana anual a gran part de la comarca és escassa, entre 400 mm i 550 mm. Els valors més baixos es donen a la banda meridional i els més alts a la meitat nord. Fins i tot, els valors assoleixen els 700 mm a la Serra del Montsec.
Les estacions més plujoses de l'any són les equinoccials, sobretot la primavera. Els hiverns són freds, amb mitjanes de 3 °C a 5 °C, i els estius calorosos, entre 23 °C i 25 °C. Al Montsec aquests valors són més baixos. El període lliure de glaçades comprèn els mesos de maig a setembre.

## L'origen del topònim
El topònim la Noguera referit a l'actual comarca és una creació de la Divisió territorial de Catalunya de l'any 1936, i va ser oficial de 1936 a 1939. L'abolició de la Generalitat el 1939 no va permetre una revisió de la proposta. El topònim fou restablert l'any 1987 amb la promulgació de la Llei d'Organització Comarcal, moment en què es reinstauraren administrativament les comarques amb els mateixos noms que s'havien aprovat per part de la Generalitat republicana.

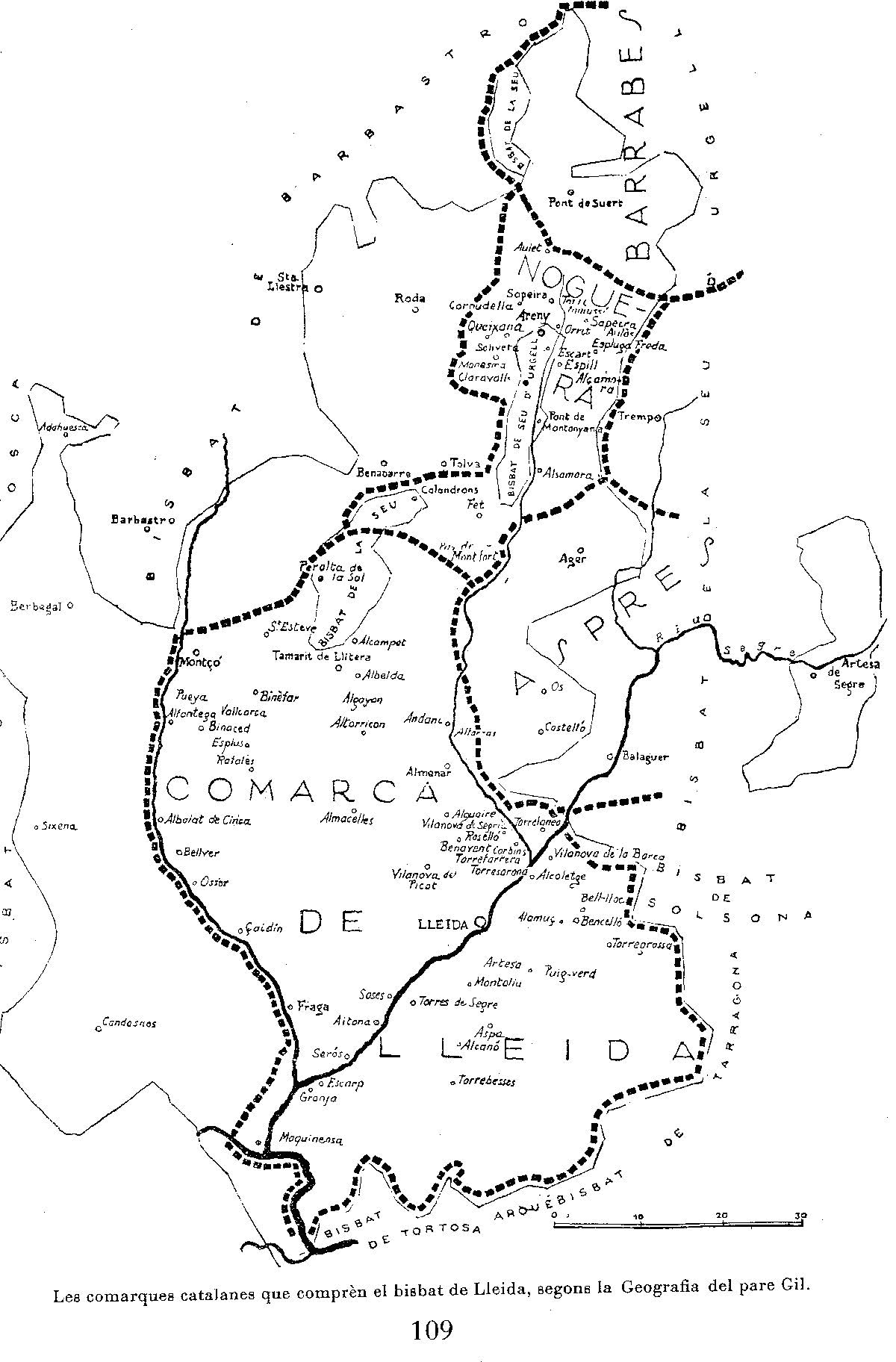
La comarca dels Aspres (Balaguer) i la comarca de la Noguera (Areny de Noguera) a la Geografia de Catalunya de Pere Gil, any 1600

En tractar-se d'un nom sense cap tradició, amb la recuperació del mapa comarcal va aparéixer un cert moviment favorable al canvi de nom de la comarca. Des de les instàncies del mateix Consell Comarcal es va proposar el nom de Comtat d'Urgell, nom que fou descartat perquè l'actual comarca només ocupa una petita part de l'antic comtat, i hi ha municipis que mai hi pertangueren. D'altres noms que s'han proposat per a la comarca són l'Urgell Mitjà, la Ribera del Segre o els Aspres del Montsec.
Aquest mateix topònim Aspres del Montsec o Aspres d'Urgell és el topònim més antic per referir-nos a la comarca. Ja és esmentat en documents durant la conquesta cristiana, amb els noms de Mons d'Aspres i els Aspres. És el topònim comarcal que apareix a pràcticament tota la cartografia catalana des de l'edat mitjana fins al segle xviii per referir-se a la comarca natural que va des del Montsec fins a la Plana d'Urgell. Al primer mapa comarcal català, la Geografia de Catalunya del jesuïta Pere Gil, també s'anomena la comarca de Balaguer amb el nom dels Aspres, si bé els límits no coincideixen amb els de la comarca actual.
Fins a la creació de les comarques l'any 1936 el topònim la Noguera feia referència exclusivament a les poblacions riberenques de la Noguera Ribagorçana. Alguns autors anomenen avui en dia aquest territori com la Noguera estricta. Recordem que a la comarca de la Noguera de 1936 hi pertanyien els municipis de Tragó de Noguera, Ivars de Noguera, Alfarràs, Albesa i la Portella, i potser per això es va optar per batejar la comarca amb aquest nom. Si busquem els orígens del topònim, el Pere Gil a la seva geografia ja inclou la comarca de la Noguera, però en limita l'abast a la part central del riu Noguera Ribagorçana, al voltant de la població d'Areny de Noguera. Així, a la seva geografia la Noguera correspon al territori que avui coneixem com la Terreta Ribagorçana o la Clotada d'Areny, l'espai comprès al nord del Congost de Mont-rebei i fins al congost d'Escales.
En qualsevol cas, el fet que el riu Noguera Ribagorçana ocupi una petita part de la comarca fa que el nom Noguera no s'hagi consolidat fins aquests darrers anys. Encara hi ha sectors que reclamen un nom que inclogui el terme Urgell. I d'altres que creuen que si la comarca ha de fer referència a un riu, aquest ha de ser el Segre, i no la Noguera. Finalment el Consell Comarcal ha optat per impulsar el territori amb la marca turística Montsec i abandonar l'antiga marca Rutes dels Comtes d'Urgell.

## Població i demografia

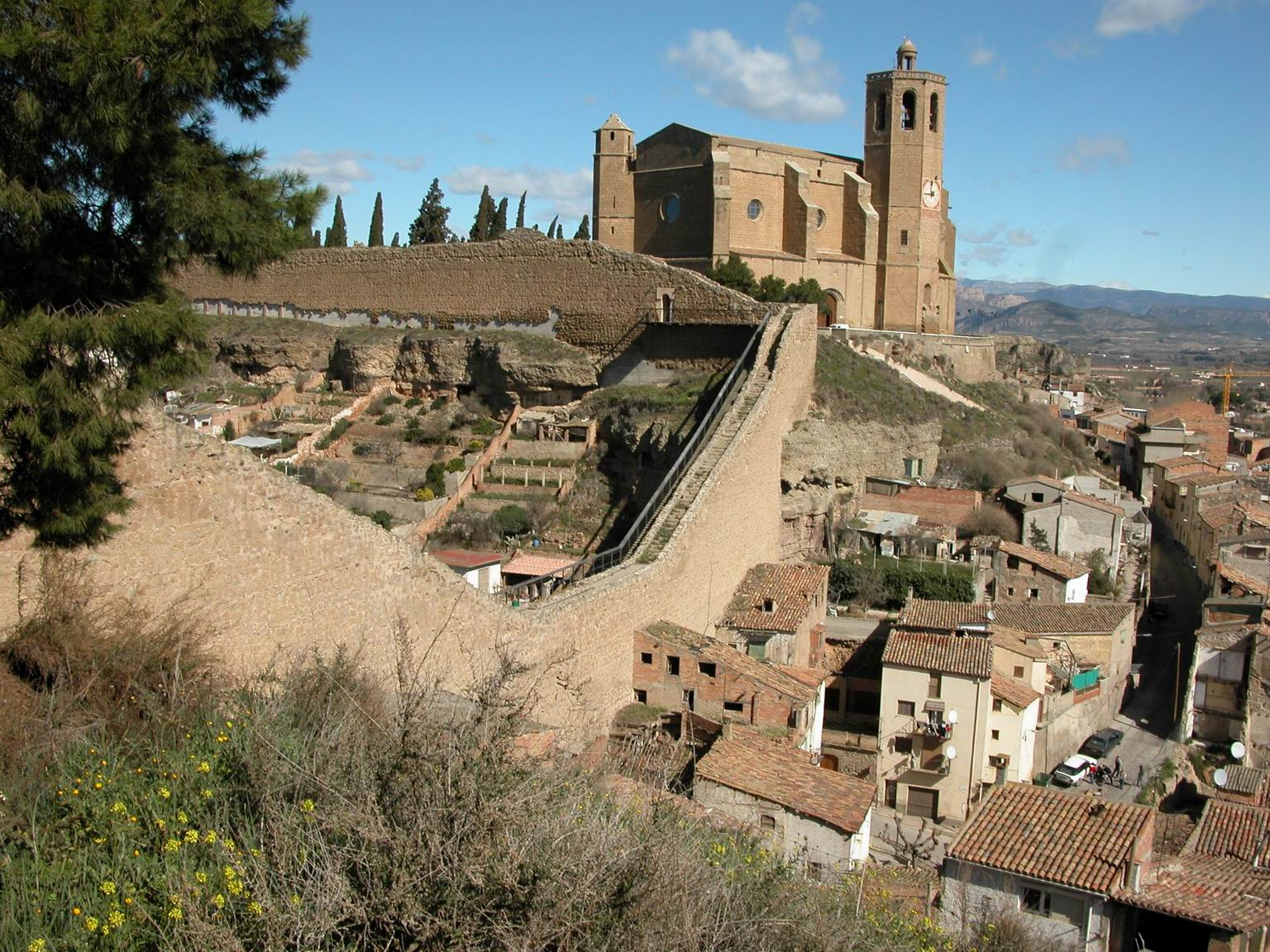
Balaguer concentra quatre de cada deu habitants de la Noguera

La Noguera està constituïda per 30 municipis, inclou 122 entitats de població, i té una població total de 38.770 habitants (2019), repartits de forma irregular per la comarca. Més de la meitat de la població està concentrada als dos municipis més poblats, Balaguer i Artesa de Segre. Per contra, més de la meitat de municipis de la comarca no arriben als 500 habitants.
Balaguer té 16.479 habitants. Si hi incloem Gerb, l'Hostal Nou i la Ràpita la conurbació de Balaguer arriba als 17.806 habitants. En un segon nivell ens trobem els nuclis d'Artesa de Segre i Ponts, que són capitals de les respectives rodalies. El municipi d'Artesa de Segre té 3.614 habitants, i la Rodalia d'Artesa de Segre, que inclou els municipis de Foradada, Alòs de Balaguer, Vilanova de Meià i Cubells puja fins als 4.713. El municipi de Ponts té 2.632 habitants,i la Rodalia de Ponts arriba als 3.482, incloient els municipis de Tiurana, Baronia de Rialb, Oliola, Vilanova de l'Aguda i Cabanabona. Els únics municipis que arriben a mil habitants, a banda de Balaguer, Artesa de Segre i Ponts són Vallfogona de Balaguer, Albesa, Térmens i Bellcaire d'Urgell.
Del total de població, 32.790 tenen nacionalitat espanyola i 6.319 nacionalitat estrangera. Pel que fa als moviments migratoris, l'any 2014 la noguera va acollir 418 nous immigrants estrangers, dels quals 159 eren de la Unió Europea i 259 de la resta del món. Al mateix temps hi va haver un total de 457 emigracions cap a l'estranger, 78 migracions cap a Catalunya i 8 cap a la resta de l'Estat. Durant l'any 2014 hi va haver 257 naixements i 455 defuncions.
| 1497 f | 1515 f | 1553 f | 1717  | 1787   | 1857   | 1877   | 1887   | 1900   | 1910   |
| ------ | ------ | ------ | ----- | ------ | ------ | ------ | ------ | ------ | ------ |
| 2.069  | 1.911  | 2.485  | 9.285 | 17.526 | 46.103 | 43.127 | 42.834 | 42.130 | 41.314 |

| 1920   | 1930   | 1940   | 1950   | 1960   | 1970   | 1981   | 1990   | 1992   | 1994   |
| ------ | ------ | ------ | ------ | ------ | ------ | ------ | ------ | ------ | ------ |
| 43.451 | 42.444 | 39.229 | 39.820 | 39.239 | 38.425 | 35.589 | 35.738 | 34.852 | 34.852 |

| 1996   | 1998   | 2000   | 2002   | 2004   | 2006   | 2008   | 2010   | 2012   | 2014   |
| ------ | ------ | ------ | ------ | ------ | ------ | ------ | ------ | ------ | ------ |
| 34.390 | 34.482 | 34.727 | 35.225 | 36.394 | 38.394 | 39.507 | 40.130 | 40.200 | 39.376 |

| 2016   | 2018   | 2020 | 2022 | 2024   | 2026 | 2028 | 2030 | 2032 | 2034 |
| ------ | ------ | ---- | ---- | ------ | ---- | ---- | ---- | ---- | ---- |
| 38.955 | 38.708 | -    | -    | 39.781 | -    | -    | -    | -    | -    |

## L'escut de la comarca
La comarca de la Noguera ha pres les armes de la Casa d'Urgell com a bandera i escut, i és l'única comarca que les pren netes, és a dir, sense cap afegitó, pel fet que Balaguer fou la capital del Comtat d'Urgell, i la comarca ocupa majoritàriament l'espai central d'aquest comtat. L'escacat d'or i de sable és la bandera oficial de la comarca des de 1989.

## Política i govern

### Consell Comarcal
El Consell Comarcal de la Noguera és un organisme públic de l'administració local que agrupa els trenta municipis que en l'actualitat pertanyen a la comarca. Es va constituir a partir de l'aprovació de la Llei sobre l'organització comarcal de Catalunya, l'any 1987.
Després de les eleccions locals de 2019, el Ple del Consell Comarcal està format per deu consellers d'ERC-AM, vuit consellers de JuntsxCat i un conseller de CP (PSC), amb Miquel Plensa Martínez d'ERC-AM com a president.
Té la seu a l'edifici barroc de l'antic Convent de Sant Francesc de Balaguer.

## Comunicacions
Cap de les principals autovies catalanes passa per la Noguera, tot i que és la comarca que ocupa l'espai central de la Vall del riu Segre, i fa de nexe d'unió entre les terres de muntanya i les de la plana. Ara bé, la comarca és travessada per diferents carreteres comarcals, i per tres dels grans eixos del país.

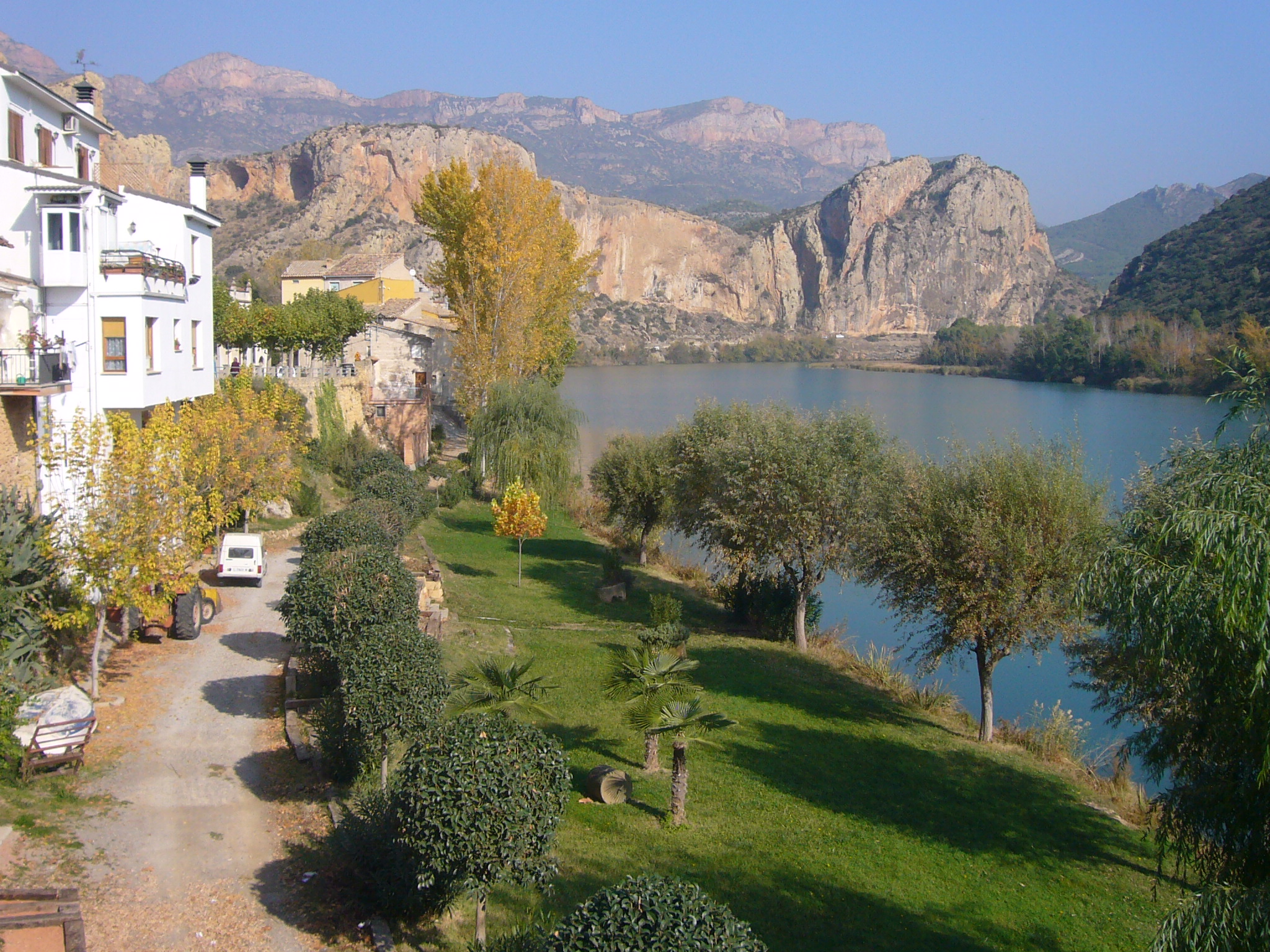
Sant Llorenç de Montgai (Camarasa) és un dels pobles per on passa El Tren dels Llacs

La via principal de la Noguera és l'Eix del Segre, l'eix que comunica Lleida amb Puigcerdà i Perpinyà, i que enllaça Balaguer, Artesa de Segre i Ponts. Codificada antigament com la C-1313, actualment està codificada amb diferents numeracions (C-13, C-26, C-14, N-260). S'ha començat a desdoblar un petit tram al municipi de Térmens. Una altra via important és l'Eix de Ponent. Enllaçant amb l'Autovia A-2 que ve de Barcelona, comunica Tàrrega amb Balaguer, Alfarràs, Tamarit de Llitera i Binèfar. Es tracta de l'antiga C-148 que en l'actualitat té trams com a C-53 i trams com a C-26. La tercera gran via és l'Eix del Pallars, que comunica Lleida amb Balaguer, Tremp, Sort i Esterri d'Àneu. Compta amb dues branques que són la C-12/C-161 per Menàrguens i Àger, i la C-13 per Camarasa.
Des de Tremp i pel Coll de Comiols la C-74 enllaça amb Artesa de Segre i Agramunt i la C-361/C-14 enllaça amb Ponts i Guissona. La xarxa viària de la comarca es completa amb l'Eix del Sió o C-352 entre Balaguer i Agramunt i l'Eix del Pla d'Urgell o C-73 entre Bellcaire d'Urgell i les Borges Blanques.
La línia ferroviària del Tren dels Llacs de Lleida a la Pobla de Segur travessa la comarca i té parades a Térmens, Vallfogona de Balaguer, Balaguer, Gerb, Llorenç de Montgai, Vilanova de la Sal, Santa Linya i Àger. La infraestructura és propietat de FGC i el 70% del volum d'usuaris es concentra en el tram de Lleida a Balaguer.
Un nombrós nombre de línies d'autobusos completen el transport de la comarca.

## Economia
La Noguera és una comarca agrícola i industrial. Balaguer és el centre del conreu de l'arbre fruiter, que s'estén per la Plana d'Urgell. Entre els conreus de secà que predominen a la zona dels Aspres del Montsec es troben l'olivera, l'ametller, la vinya i el blat. Per la seva banda, la indústria se centra essencialment a Balaguer (alimentària i metal·lúrgica), a Artesa (tèxtil) i a Balaguer, Artesa i Ponts (de la fusta).

## La vinya i el vi

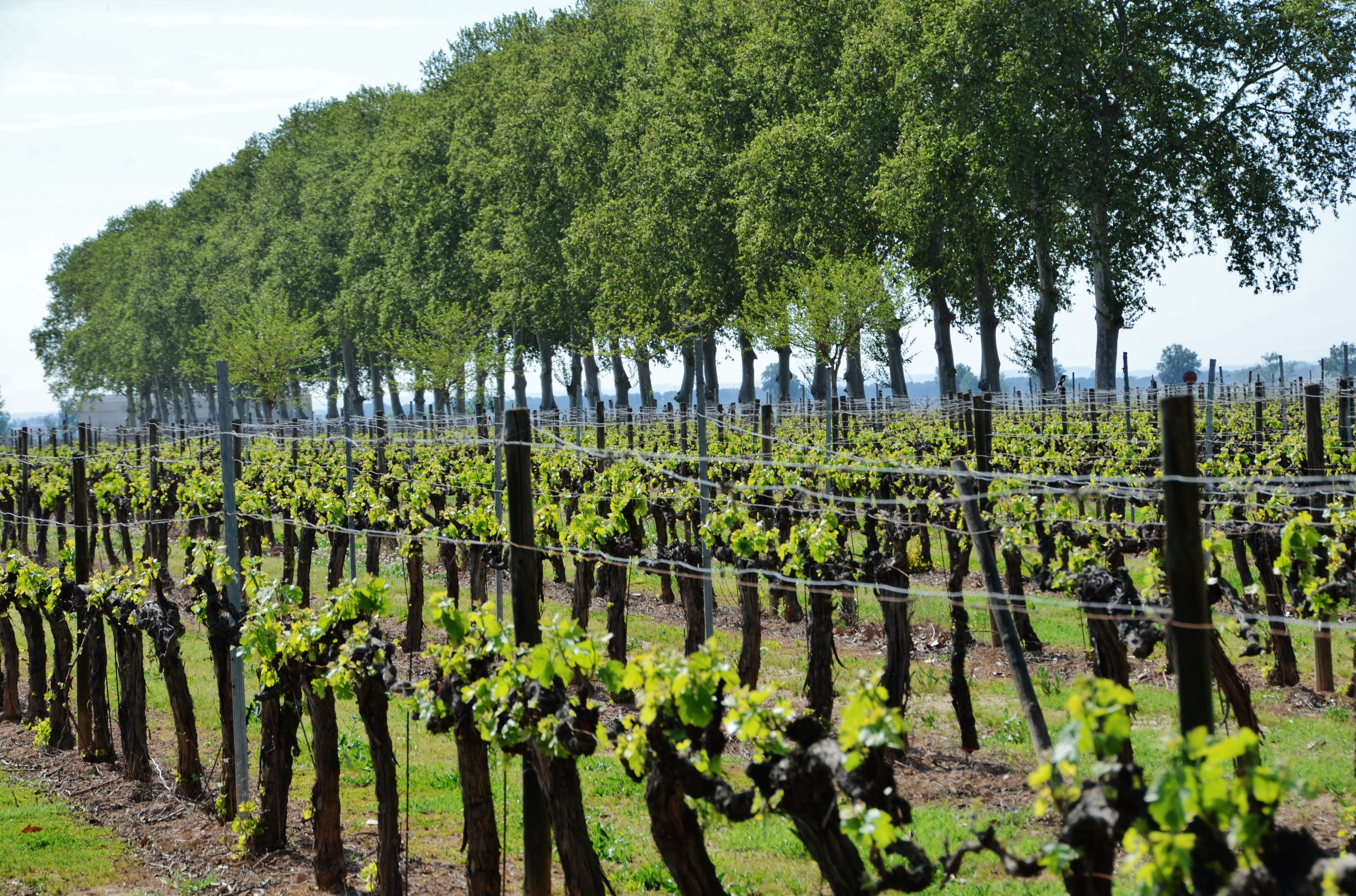
Vinyes al Castell del Remei (Penelles)

L'activitat econòmica de bona part de la comarca ha estat lligada històricament al conreu de la vinya. La zona vitivinícola de la Ribera del Segre, que inclou localitats com Alentorn, Anya, Baldomar i Vernet, ja va ser destacada per la qualitat del seus vins en el diccionari geogràfic de Pascual Madoz de 1847. No obstant això, la crisi de la fil·loxera pràcticament va fer desaparèixer la vinya entre el 1878 i el 1895. L'antiga cultura vitivinícola s'ha mantingut gràcies a petites vinyes disseminades, alguns cops centenàries, amb ceps d'una desena de varietats que s'estan recuperant dins del Projecte Vinyes Trobades.
El terreny i el clima han permès de mantenir i recuperar part d'aquest conreu, constituint la subzona Artesa de Segre de la D.O. Costers del Segre. El clima de contrastos de temperatura i la poca pluviometria fa que surtin uns vins negres molt apreciats, intensos de gust i color. També els blancs tenen uns aromes característics i amb excel·lent acceptació. Els cellers de la Noguera que elaboren vi són Vall de Baldomar, Celler del Montsec, Les Pletes, Celler Mas Ramoneda i Vinya l'Hereu al municipi d'Artesa de Segre, Rubió de Sòls a Foradada, Castell del Remei a Penelles, Costers del Sió a Balaguer, Celler Casa Patau a Menàrguens, Celler Cal Cinto i Monestir de les Avellanes a Os de Balaguer, Celler la Figuera a Algerri, i Lagravera a Alfarràs -però amb les vinyes a Algerri i a Castelló de Farfanya-.

## Gastronomia

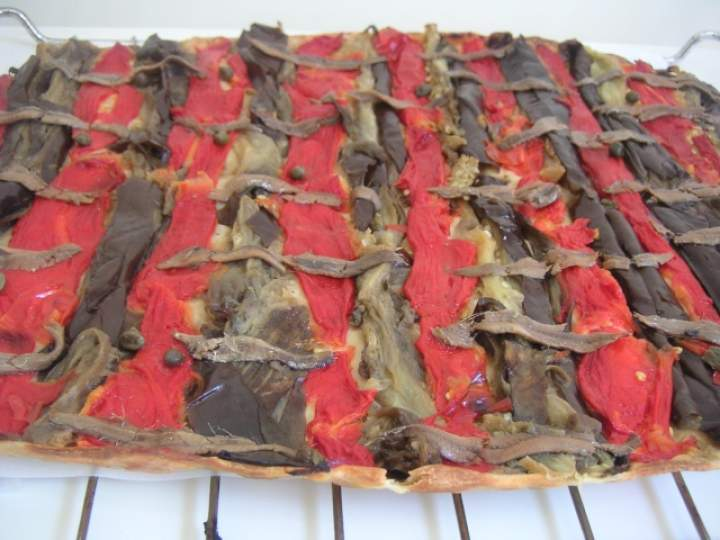
La coca amb samfaina

La característica que defineix més bé la cuina de la Noguera és la seva senzillesa, compensada per la qualitat de les seves fruites i verdures. Els embotits i confitats de porc són excel·lents. La caça és la base de suculents plats com ara la perdiu a la caçadora. Els panadons, els caragols i la cassola de tros són d'altres plats característics de la zona de la Ribera del Segre i el Montsec.
Capítol a part mereix la coca de recapte, coneguda a la Noguera com coca amb samfaina, que ha agafat tanta anomenada que Josep Pla escrigué a la seva obra El que hem menjat que era originària de la Noguera. La veritat és que la comarca acull cada any la Mostra Nacional de Coques de Recapte i Samfaina que se celebra el darrer cap de setmana d'abril en el marc de la Fira de Balaguer.

## Llocs d'interès
La comarca de la Noguera és la comarca més extensa i conserva l'espai d'aigües tranquil·les més gran de Catalunya. Com que no ha patit una gran transformació encara conserva tots aquests elements paisatgístics i naturals, fet que la converteix en una de les comarques privilegiades per a la pràctica del senderisme, l'escalada, l'espeleologia o el ciclisme. La Vall d'Àger i la Serra del Montsec són indrets ideals per a la pràctica del parapent i l'ala delta. D'altres pràctiques esportives populars a la comarca són el kayak, la pesca i l'equitació.

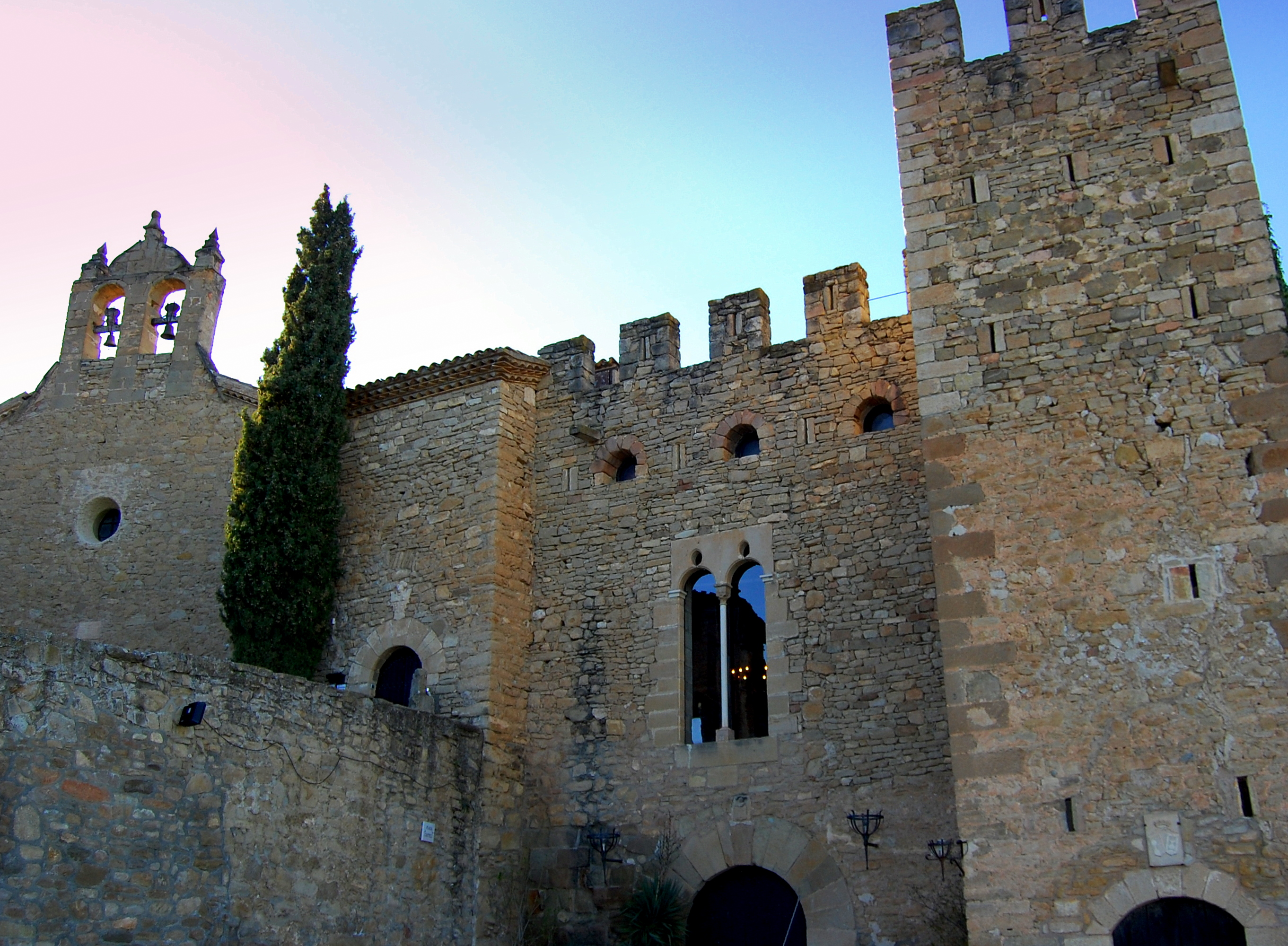
Castell de Montsonís (Foradada)

Diferents rutes enllacen els diferents elements del patrimoni de la comarca. De l'època prehistòrica i antiga hi trobem la Cova Gran de Santa Linya, la Roca dels Bous de Llorenç, les pintures rupestres de la Cova dels Vilars d'Os de Balaguer, el Túmul megalític de Seró o la vil·la romana del Romeral a Albesa.
De l'època medieval hi ha castells i ermites romàniques a pràcticament tots els municipis, i destaquen els monestirs de Bellpuig de les Avellanes, el de Santa Maria de Gualter o Santa Maria de les Franqueses de Balaguer i les col·legiates de Sant Pere d'Àger, Sant Pere de Ponts i de Santa Maria i tot el centre històric de Balaguer. Entre els nombrosos castells de la comarca hi ha el Castell de Montsonís, les restes del Castell Formós, el Castell de Preixens o el Castell d'Alòs de Balaguer.
D'altres punts d'interès són el Parc Astronòmic del Montsec d'Àger, els salins de Vilanova de la Sal, el Centre de l'Or del Segre de Balaguer, el Museu de les campanes d'Os de Balaguer o el Castell del Remei, a Penelles.